# Delta IV

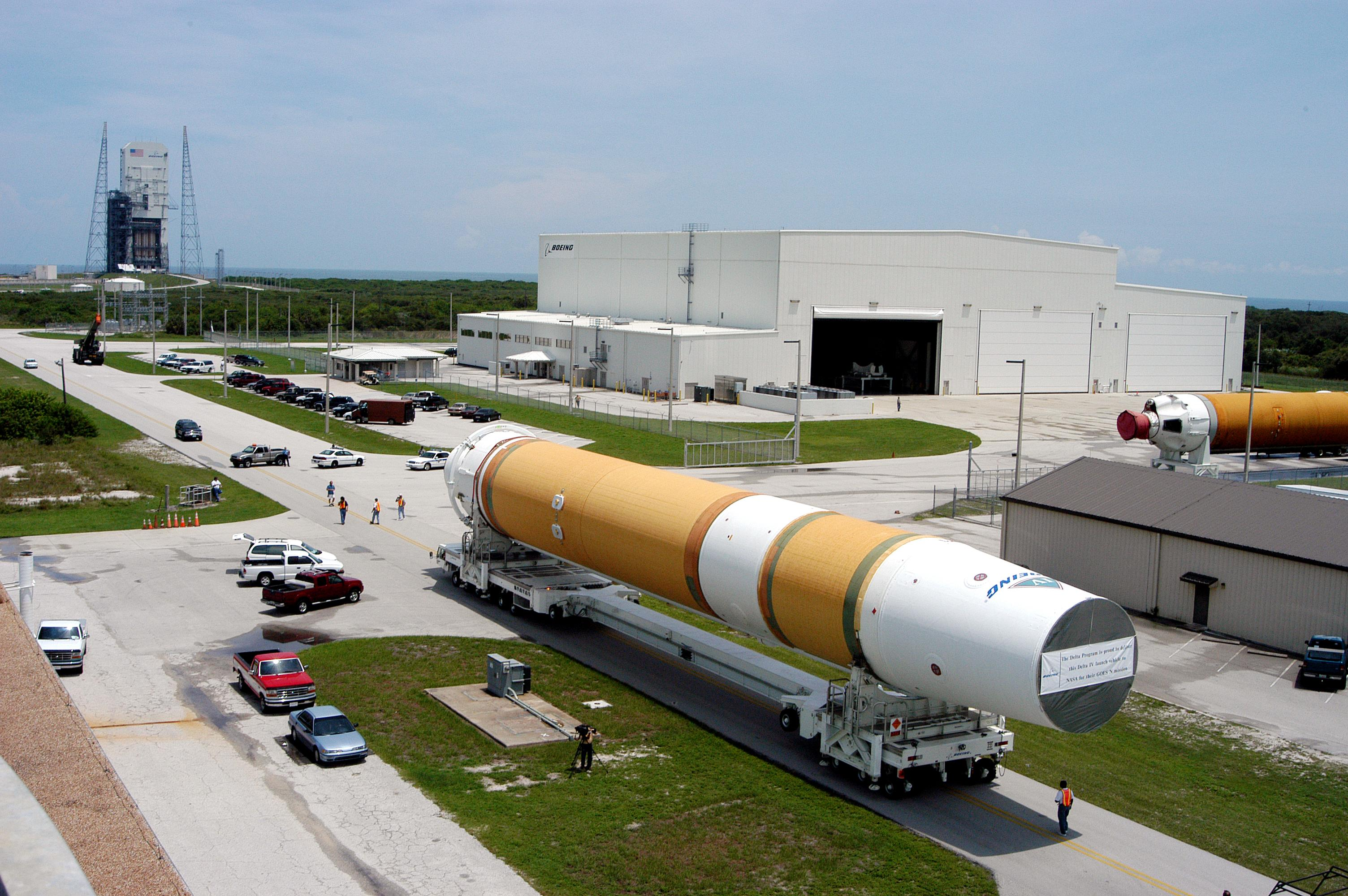
Premier étage CBC de la Delta IV à Cap Canaveral (2004). En arrière-plan à droite le bâtiment d'assemblage horizontal (HIF) et au fond la tour de lancement mobile.

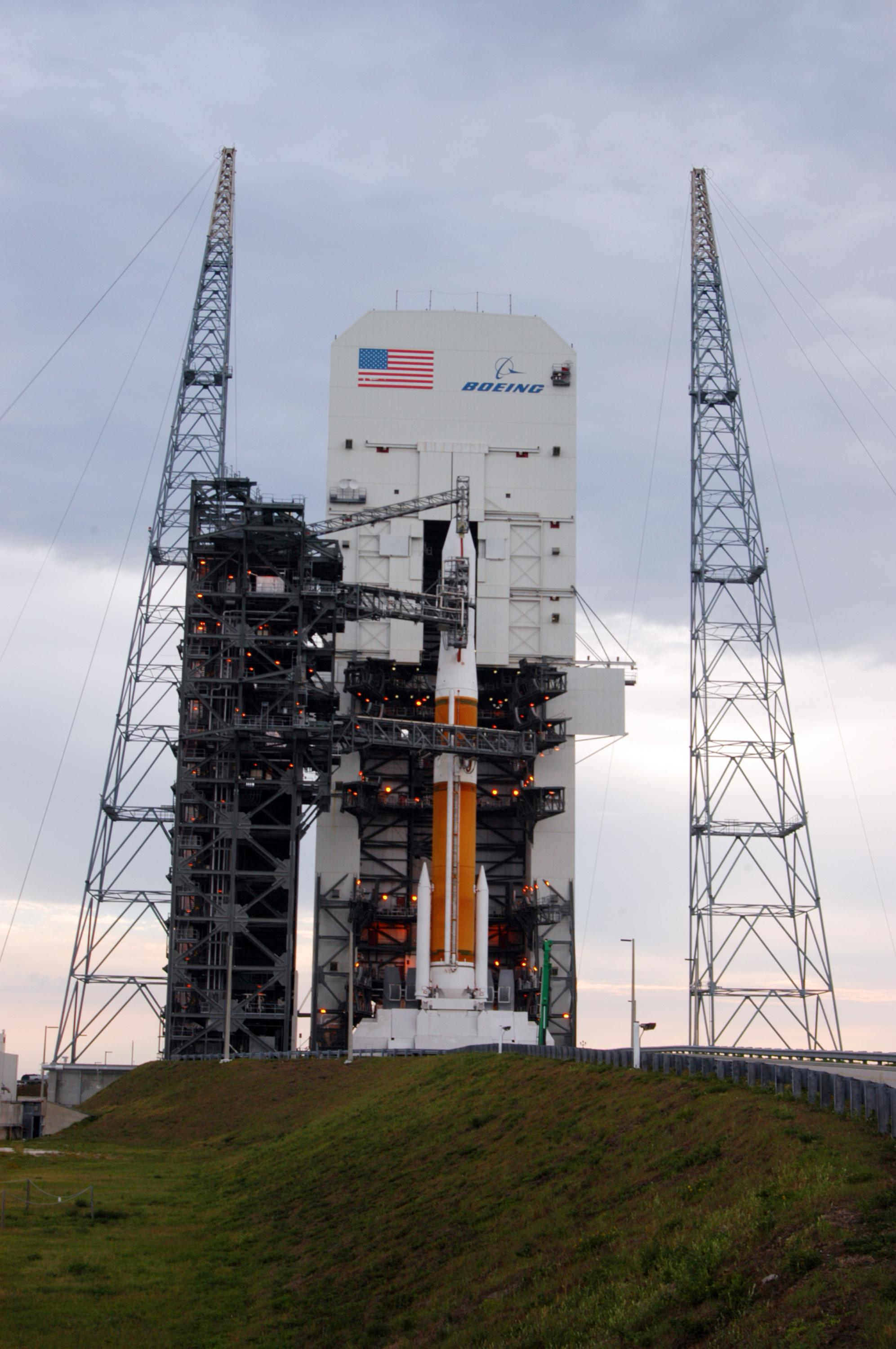
Les installations sur l'aire de lancement : tour de lancement mobile, mât ombilical fixe (à gauche) et mâts paratonnerre.

La Delta IV est une famille de lanceurs américains, développée dans les années 1990 pour remplacer les lanceurs existants de capacité moyenne à lourde Atlas Titan et Delta II utilisés jusque-là par les agences gouvernementales américaines (programme Evolved Expendable Launch Vehicle (EELV) de l'Armée de l'Air américaine). Il fait partie de la famille Delta.
Cette fusée est construite par Boeing Integrated Defense Systems dans l'usine de Decatur (Alabama) dont la production a commencé en 2000. Elle est commercialisée et lancée par le consortium United Launch Alliance (ULA). La Delta IV, bien que faisant partie nominalement de la famille Delta, n'a aucun point commun sur le plan technique avec le lanceur Thor Delta développé au tout début de l'ère spatiale. Il s'agit d'un des rares lanceurs utilisant uniquement des ergols cryogéniques (oxygène et hydrogène liquide) pour ses étages principaux.
Le premier tir d'une fusée Delta IV a eu lieu en 2002. Le 45e et dernier tir du lanceur a lieu le 9 avril 2024, mettant fin à la longue histoire des fusées Delta entamées au tout début de l'ère spatiale. Son constructeur ULA propose, pour remplacer les Delta IV ainsi que les Atlas V, sa famille de lanceurs Vulcan dont le premier vol a eu lieu en 2024.

## Historique

### L'appel d'offres pour l'Evolved Expendable Launch Vehicle
Après plusieurs tentatives avortées, l'Armée de l'Air américaine décide de lancer un appel d'offres pour la réalisation d'un lanceur qui doit remplacer à la fois les lanceurs moyens et lourds - Delta, Atlas et Titan IV - utilisés par les différentes agences gouvernementales (dont l'Armée de l'Air et la NASA) pour lancer satellites et sondes spatiales. L'objectif est de disposer d'un lanceur moins coûteux, couvrant bien les besoins et offrant des interfaces standardisées pour l'intégration des satellites. La solution doit s'appuyer sur des solutions techniques à la fois avancées et éprouvées. Le futur lanceur désigné sous le sigle Evolved Expendable Launch Vehicle (EELV) et le dispositif de lancement (qui est inclus dans l'appel d'offres) doivent permettre d'abaisser les coûts en partie grâce à la reconquête du marché des satellites commerciaux. Mais le cahier des charges rend cet objectif difficilement tenable car les performances attendues ne permettent de toucher que 42 % du marché commercial.
L'appel d'offres est lancé en 1995 et 4 sociétés y répondent : Alliant, Boeing, McDonnell Douglas constructeur des Delta ainsi que Lockheed Martin constructeur des Atlas et Titan. Une première sélection désigne en 1996 comme finalistes Lockheed Martin et McDonnell Douglas. Les deux concurrents disposent de 18 mois pour le deuxième tour. Boeing rachète McDonnell Douglas en 1997 et se retrouve donc finaliste. La société propose une version complètement refondue de son lanceur Delta, la Delta IV. En 1997, l'Armée de l'Air décide finalement de retenir les deux finalistes pour ne pas se retrouver face à un fournisseur unique. En 1998, la première tranche de lanceurs est attribuée : 19 lancements sont accordés à Boeing et 9 lancements à Lockheed Martin pour une somme totale de 2 milliards de $. Mais en 2003, une enquête révèle que Boeing a dérobé des documents confidentiels de son concurrent susceptibles d'avoir faussé la compétition et le nombre de lanceurs commandé à Boeing est par mesure de rétorsion réduit à 12 (entre autres mesures), le solde devant être construit par son concurrent,.

### Utilisation opérationnelle (2002-2024)
Le premier lancement a eu lieu en 2002 et en novembre 2009 le lanceur comptait 7 vols tous réussis. 35 lancements ont eu lieu au 19 mars 2017 dont un échec partiel. Le premier lancement de la Delta IV Heavy en décembre 2004 intervient après une très longue période de mise au point et est un demi succès du fait de l'arrêt prématuré des moteurs. Depuis 8 lancements réussis ont été effectués (situation fin 2016).
En mai 2014, ULA s'est vu attribuer 70 lancements (Delta et Atlas). La gamme Delta IV coûte entre 164 et 350 millions de dollars le modèle.

### Retrait progressif du lanceur Delta IV
Au début des années 2010, deux événements remettent en cause la position d'ULA sur le marché des lanceurs :
- L'apparition d'un concurrent, SpaceX, qui propose à des prix attractifs le lanceur moyen Falcon 9 et développe un lanceur lourd Falcon Heavy qu'il annonce vouloir commercialiser à un tarif qu'ULA ne peut égaler.
- Le lanceur Atlas V utilise pour son premier étage un moteur RD-180 très performant mais fourni par un constructeur russe. Le regain de tension entre les États-Unis et la Russie lié au conflit en Ukraine en 2014 s'est traduit par un embargo économique partiel. Dans ce contexte le Congrès américain porte une appréciation négative sur le fait que le lancement de satellites jouant un rôle important dans la sécurité de la nation dépende d'un fournisseur russe.

À la suite de la certification de la Falcon 9 pour les lancements de satellites relevant de la sécurité nationale en 2015, les militaires américains renoncent à se fournir de manière exclusive auprès de ULA. ULA réagit à ces événements en lançant début 2015 le développement d'un nouveau lanceur baptisé Vulcan avec l'objectif  de rétablir sa compétitivité vis-à-vis de ses concurrents et de mettre fin à sa dépendance vis-à-vis de son fournisseur russe. La Falcon 9 décroche peu après cinq des six lancements des satellites de navigation GPS (premier lancement en 2018) qui relevaient jusque là du monopole de ULA. En mars 2018, plusieurs lancements pour la période 2019-2021 pour une valeur de 645 millions de dollars sont attribués aux lanceurs Falcon 9 et Atlas V. Désormais, le retrait de la version de moyenne puissance du lanceur Delta IV est programmé pour 2019 tandis que la version la plus puissante Delta IV Heavy continuera à être utilisée jusqu'au début des années 2020 pour lancer les satellites militaires les plus lourds en attendant son remplaçant par la fusée Vulcan.
Le dernier vol du lanceur Delta IV (version Delta Heavy), qui a lieu le 9 avril 2024, marque la fin des lanceurs Delta qui ont joué un rôle central dans le développement du programme spatial américain depuis 60 ans.

## Caractéristiques techniques
Le lanceur Delta IV comporte deux étages propulsés tous deux par un moteur très performant brûlant une combinaison d'hydrogène et d'oxygène. C'est actuellement la seule fusée au monde qui peut décoller avec des moteurs consommant de l'hydrogène et de l'oxygène sans avoir recours à des propulseurs d'appoint. Il comporte entre 0 et quatre propulseurs d'appoint à propergol solide. La version Delta Heavy comprend trois corps de premier étage juxtaposés.
- La coiffe est disponible en 2 diamètres (4 et 5,13 mètres) et 4 longueurs de 11,7 à 19,8 mètres.
- Pour les missions interplanétaires un troisième étage à ergol solide (le PAM-D) est proposé.

### Premier étage
Le premier étage baptisé CBC (Common Booster Core) est de conception entièrement nouvelle : la Delta IV est le premier lanceur de la famille des Delta à abandonner l'étage dérivé du missile Thor. Le CBC qui est commun à toutes les versions de la Delta IV, est haut de 40,96 mètres pour un diamètre de 4,88 mètres et a une masse à vide de 24,5 tonnes. Il est propulsé par un unique moteur-fusée à ergols liquides RS-68 brûlant un mélange d'oxygène liquide et d'hydrogène liquide. L'étage comprend de base en haut, le compartiment propulsif, le réservoir d'hydrogène liquide long de 26,3 mètres contenant 29,5 tonnes d'ergols dans un volume de 416 m³, une jupe inter-réservoir, le réservoir d'oxygène liquide long de 9,4 mètres contenant 172,5 tonnes d'ergols dans un volume de 151 m³ et enfin une section inter-étage qui constitue l'interface avec le deuxième étage. Les deux réservoirs sont constitués d'anneaux formés de cinq panneaux en aluminium isogrille soudés entre eux. Cette structure est renforcée par des longerons. Les deux réservoirs n'ont pas de fond commun : chaque extrémité de réservoir est constituée d'un dôme hémisphérique soudée au corps du réservoir. Le réservoir d'oxygène comporte un dispositif anti-ballotement. La surface extérieure de l'étage est recouverte d'une mousse de polyuréthane qui joue le rôle d'isolant thermique et limite la formation de glace au niveau des réservoirs contenant les ergols à très basse température (-253°C pour l'hydrogène et -183°C pour l'oxygène). La masse à vide est de 26,4 tonnes et celle au décollage est de 228,4 tonnes (dont 202 tonnes d'ergols).
Avant le décollage, la pressurisation des réservoirs est obtenue en injectant de l'hélium sous pression. Une fois le moteur mis à feu, la pression dans le réservoir d'oxygène est maintenue par injection d'oxygène gazéifié via son passage dans un échangeur de chaleur. Dans celui-ci, circulent les gaz du générateur de gaz après qu'ils ont actionné la turbine de la turbopompe à oxygène. La pression dans le réservoir d'hydrogène est maintenue en détournant une fraction de l'hydrogène gazéifié par son passage dans la paroi de la chambre de combustion.
Le contrôle d'attitude est obtenu pour les mouvements de lacet et de tangage en modifiant l'orientation de l'axe de poussée du moteur. Les mouvements de roulis sont contrôlés par l'orientation des propulseurs d'appoint lorsque ceux-ci sont présents ou quand ce n'est pas le cas en orientant une buse expulsant les gaz du générateur de gaz après qu'ils ont actionné la turbine de la turbopompe à hydrogène.

#### Caractéristiques du moteur-fusée RS-68
Le moteur-fusée RS-68 a été développé par la société Rocketdyne à partir du moteur de la navette spatiale américaine SSME. Le RS-68, n'est pas réutilisable comme le SSME. Il a été simplifié pour abaisser son coût de fabrication (celui-ci est passé de 50 à 14 millions US$) : le système d'alimentation est plus simple (cycle générateur de gaz), la pression dans la chambre de combustion est plus faible, il utilise beaucoup moins de pièces, des méthodes de fabrication moins coûteuses sont utilisées et la tuyère utilise un revêtement ablatif. La poussée est modulable entre 57,5 et 108%. L'impulsion spécifique est plus faible (410 s dans le vide, 365 s au niveau de la mer) mais sa poussée de 3 312 kN en fait le moteur LO2/LH2 le plus puissant du monde et permet à la version de base de la Delta IV de décoller sans recourir à des propulseurs d'appoint.
Durant la vie opérationnelle du lanceur, une nouvelle version de ce moteur, baptisée RS-68A, a été développée pour augmenter sa poussée de 19 tonnes et son impulsion spécifique de 5 secondes. Les modifications portent sur la forme de la buse de la turbopompe et en augmentant le nombre d'injecteurs dans la chambre de combustion pour optimiser le brassage des ergols et augmenter l'efficacité de la combustion.

### Propulseurs d'appoint
Pour augmenter la charge utile, le premier étage peut comporter deux ou quatre propulseurs d'appoint GEM-60 à propergol solide fournis par la société Orbital ATK (anciennement Alliant Techsystems). Le GEM-60 (GEM est l'acronyme de Graphite Epoxy Motors) est une version plus puissante du GEM-46 utilisé sur le lanceur Delta III. Haut de 13,2 mètre pour un diamètre de 1,52 mètre, sa masse au lancement est de 33,2 tonnes. La durée de fonctionnement est de 90,8 secondes. La poussée moyenne est de 880 kilonewtons (environ 88 tonnes). La poussée atteint son maximum 20 secondes après le décollage avec une valeur de 1240 kN et chute 90 secondes après celui-ci alors que la pression dynamique sur le lanceur est à son maximum. Les propulseurs d'appoint sont largués 9 secondes après la fin de la combustion. L'axe de la tuyère fait un angle de 5 degrés par rapport à la verticale et est tourné vers l'extérieur. Pour contrôler l'attitude du lanceur, l'orientation de la tuyère est modifiable de plus ou moins 5 degrés. Sur la version du lanceur comportant quatre propulseurs d'appoint deux d'entre eux ont une tuyère non orientable. L'enveloppe de l'étage est réalisée en composite graphite avec un isolant de type EPDM. La tuyère est en réalisée en composite carbone/carbone.

### Deuxième étage

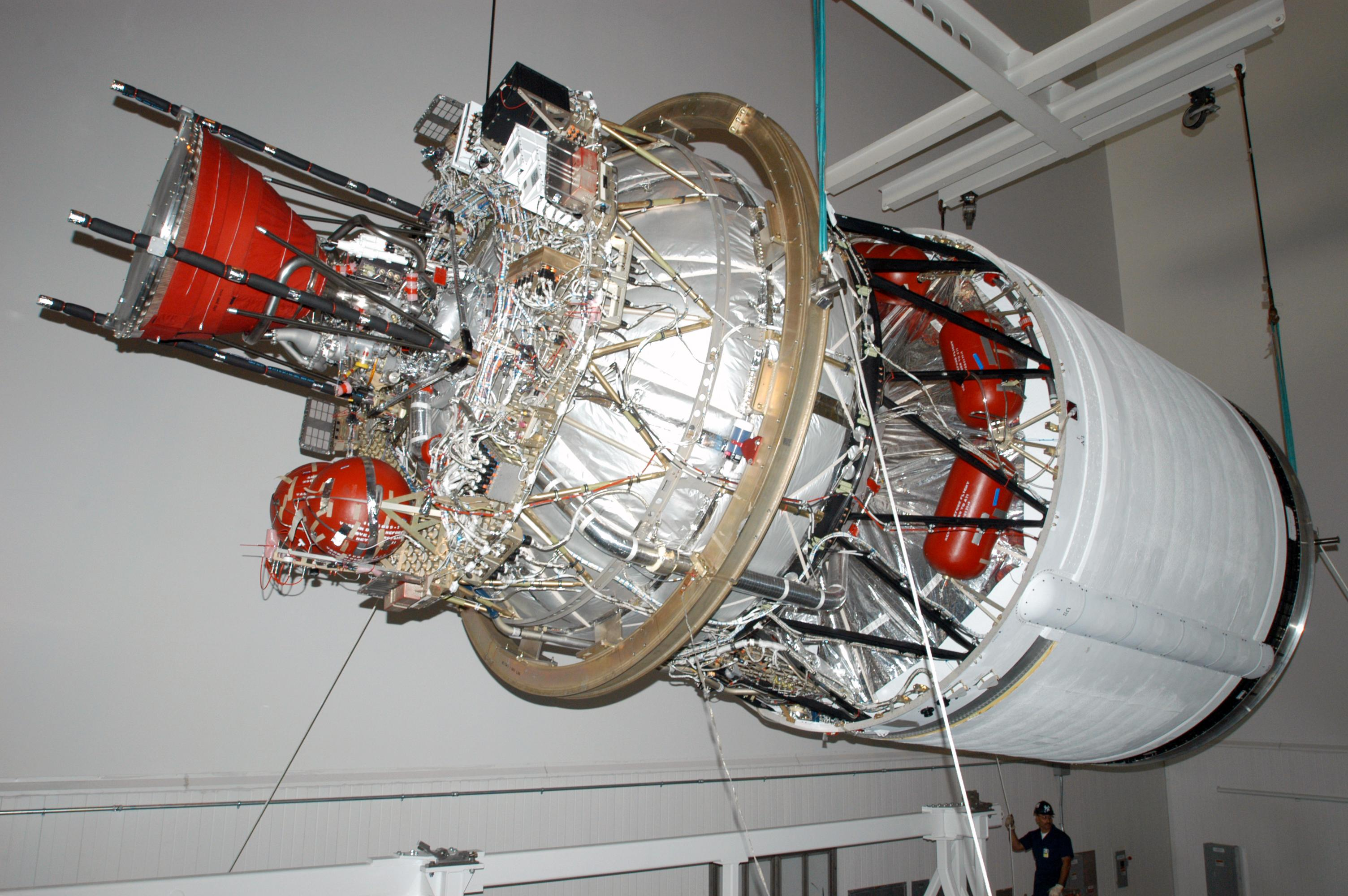
Deuxième étage du lanceur Delta III.

La technique de construction de l'étage Centaur n'est pas reprise : contrairement à celui-ci, la rigidité de l'étage n'est pas assurée par le maintien sous pression des réservoirs mais par la structure. Le moteur, optimisé par rapport à celui de la Delta III est un RL-10B-2 de Pratt & Whitney avec une impulsion spécifique de 462 secondes. Il peut être rallumé jusqu'à 15 fois. La tuyère est en partie extensible (elle se déplie en vol), ce qui permet de réduire la longueur de l'étage et donc son poids à vide. La partie fixe de la tuyère, réalisée en composite carbone, est fabriquée par la Société européenne de propulsion en France. Le deuxième étage est proposé dans deux diamètres, 4 mètres et 5 mètres, contenant respectivement 20 et 27 tonnes d'hydrogène et d'oxygène liquide et fonctionnant durant respectivement 825 secondes et 1 125 secondes.

### Assemblage et lancement
Avec la Delta IV, Boeing abandonne les sites de lancement utilisés depuis les débuts de la Thor Delta : à la base de Cap Canaveral en Floride, l'ancienne aire de lancement des Saturn I et Saturn IB (l'aire 37) est convertie pour le nouveau lanceur. À Vandenberg sur la côte ouest, le constructeur aménage l'aire SLC-6 édifiée pour le lancement du laboratoire spatial militaire MOL, projet avorté des années 1960.
L'assemblage du lanceur sur l'aire de lancement, de mise sur tous les lanceurs Delta, est abandonné : désormais le lanceur est en partie monté et testé dans un bâtiment d'assemblage à l'horizontale (Horizontal Integration Facility HIF) puis transféré sur l'aire de lancement et redressé à la verticale sur sa table de lancement. Une tour de lancement mobile (Mobile Service Tower MST), qui est éloignée avant le lancement, permet d'achever le travail en particulier en fixant la charge utile au sommet du lanceur et les boosters à propergol solide s'ils sont nécessaires. Boeing espère ainsi abaisser de 2 ou 3 fois le temps de stationnement sur l'aire de lancement permettant d'accélérer le rythme des tirs.

## Les différentes configurations

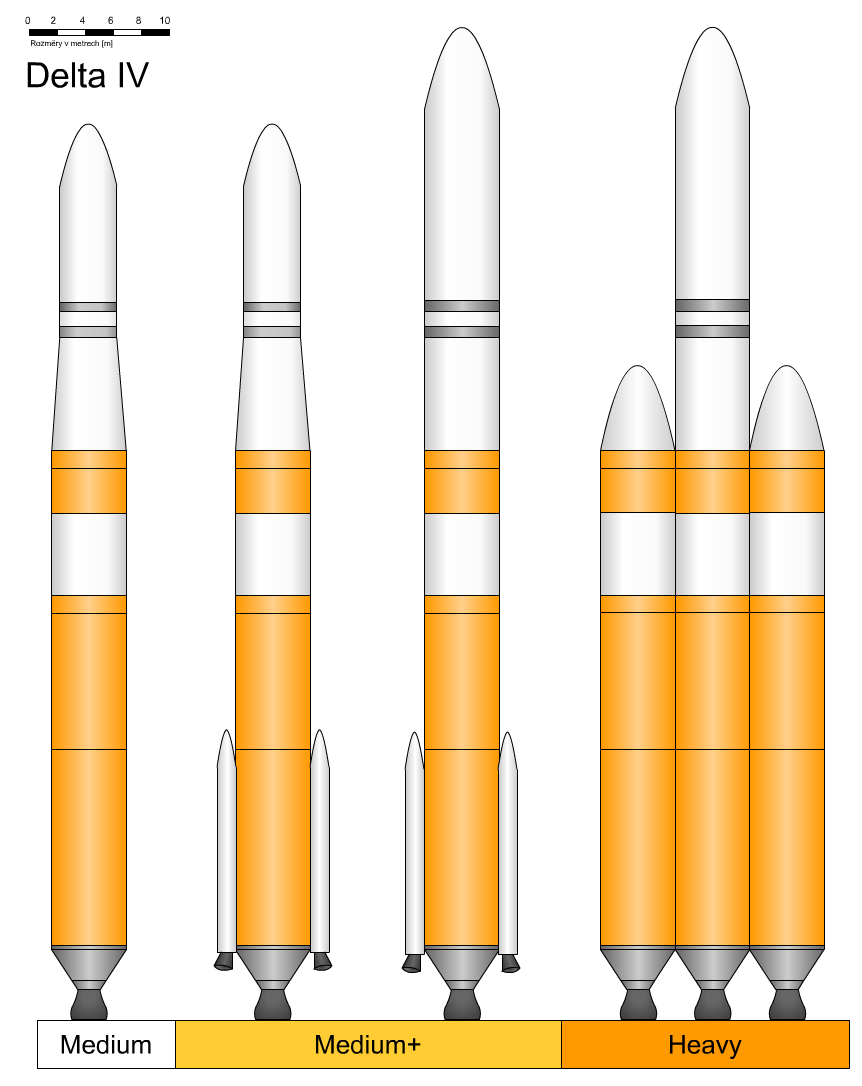
La famille des lanceurs Delta IV : de gauche à droite les versions Medium, Medium+ (4,2), Medium+ (4,2), Medium+ (5,4) et Heavy.

La fusée Delta IV est disponible dans cinq configurations : Medium, Medium+ (4,2), Medium+ (5,2), Medium+ (5,4) et Heavy. À mi-vie, différentes améliorations apportées au lanceur (version 2) ont été réalisées pour abaisser son coût de fabrication avec, selon le cas, une amélioration ou une diminution des performances.

### Delta IV Medium
La sous-famille des Delta IV Medium peut comporter au choix un deuxième étage de 4 ou 5 mètres de diamètre et 0, 2 ou 4 propulseurs d'appoint à poudre. En fonction de sa configuration, cette version peut lancer de 3,96 à 6,57 tonnes sur orbite de transfert géostationnaire (GTO). La Delta IV Medium a des capacités similaires à celles de l'Ariane 5 mais Boeing a révisé son coût de fabrication à la hausse de 95 à 230 millions de $, un prix trop élevé pour que le lanceur puisse concurrencer la fusée européenne. Le 22 août 2019, la toute dernière Delta IV Medium a été lancée.
- La Delta IV Medium (Delta 9040) est le modèle de base de la famille des lanceurs Delta IV. Elle comporte un simple CBC et un second étage d'un diamètre de 4 mètres et une coiffe dérivée de celle de la Delta III du même diamètre. La Delta IV Medium peut lancer 4,21 tonnes en orbite de transfert géostationnaire.
- La Delta IV Medium+ (4,2) (Delta 9240) est identique à la Medium, mais elle utilise deux propulseurs d'appoint à poudre fabriqués par Alliant d'un diamètre de 1,5 mètre GEM-60, ce qui porte la charge utile à 5,845 tonnes.
- La Delta IV Medium+ (5,2) (Delta 9250) est similaire à la Medium+ (4,2), mais elle utilise une coiffe composite de 5 mètres de diamètre et un second étage modifié comportant un réservoir d'hydrogène de 5 mètres de diamètre et un réservoir d'oxygène allongé. Ces modifications ne lui permettent de lancer que 4 640 kg, c'est-à-dire moins que la Medium+ (4,2).
- La Delta IV Medium+ (5,4) (Delta 9450) est similaire à la Medium+ (5,2), mais elle utilise 4 propulseurs d'appoint GEM-60 au lieu de deux, ce qui lui permet de placer en orbite de transfert géostationnaire 6,565 tonnes.

| Configuration | Version | CBC | Propulseurs d'appoint | Diamètre coiffe | Charge utile orbite basse | Charge utile orbite géostationnaire | Nbre lancements |
| ------------- | ------- | --- | --------------------- | --------------- | ------------------------- | ----------------------------------- | --------------- |
| Medium (M)    | 1       | 1   | 0                     | 4 m.            | 8,8 t.                    | 4,54 t.                             | 3               |
| Medium (M)    | 2       | 1   | 0                     | 4 m.            | 8,51 t.                   | 4,44 t.                             | 0               |
| M+ (4,2)      | 1       | 1   | 2                     | 4 m.            | 11,92 t.                  | 6,27 t.                             | 13              |
| M+ (4,2)      | 2       | 1   | 2                     | 4 m.            | 12 t.                     | 6,39 t.                             | 2               |
| M+ (5,2)      | 1       | 1   | 2                     | 5 m.            | 10,58 t.                  | 5,43 t.                             | 1               |
| M+ (5,2)      | 2       | 1   | 2                     | 5 m.            | 10,22 t.                  | 5,49 t.                             | 2               |
| M+ (5,4)      | 1       | 1   | 4                     | 5 m.            | 13,45 t.                  | 7,43 t.                             | 4               |
| M+ (5,4)      | 2       | 1   | 4                     | 5 m.            | 12,82 t.                  | 7,3 t.                              | 4               |
| Heavy         | 1       | 3   | 0                     | 5 m.            | 22,98 t.                  | 13,4 t.                             | 7               |
| Heavy         | 2       | 3   | 0                     | 5 m.            | 25,98 t.                  | 14,22 t.                            | 9               |

### Delta IV Heavy

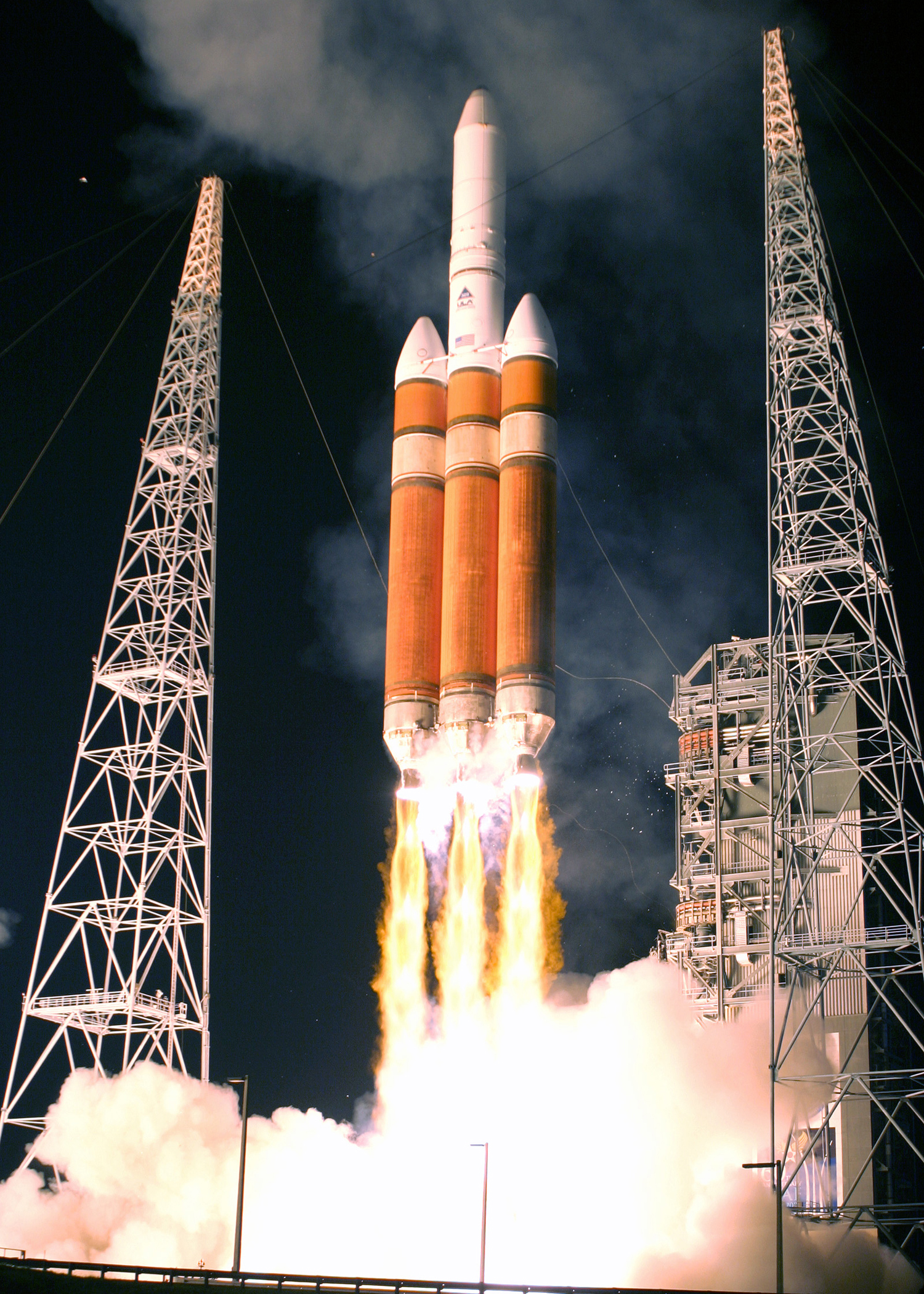
Lancement d'une Delta IV Heavy (2007)

La Delta IV Heavy (Delta 9250H) a été conçue pour reprendre le rôle du lanceur lourd Titan IV et peut placer une charge utile de 29 tonnes en orbite basse, de 13 tonnes en orbite de transfert géostationnaire ou de 8 tonnes à destination de la planète Mars. La partie centrale est similaire à une Delta IV Medium+ (5,2) mais les propulseurs d'appoint sont remplacés par deux CBC, ce qui porte sa masse à 733 tonnes. Au lancement, les trois moteurs sont poussés à leur puissance maximum (102 %) puis après 50 secondes, la puissance du moteur central est ramenée à 58 %. Au bout de 235 secondes, la puissance des propulseurs d'appoint est également ramenée à 58 % pour ne pas dépasser les 5g d'accélération. Peu de temps après, les propulseurs d'appoint sont largués et le moteur du premier étage est de nouveau poussé à 102 %. Le Delta IV Heavy dispose également d'une coiffe en composite allongée de 5 mètres par rapport à la version Medium. .
La charge utile est la suivante :
- Orbite basse : 28,8 tonnes,
- Orbite de transfert géostationnaire : 13,13 tonnes,
- Orbite géostationnaire : 6,275 tonnes,
- Orbite d'évasion : 9,3 tonnes,
- C2 30 km/s : 5,228 tonnes,
- C3 60 km/s : 2,521 tonnes.

|                 |        |         | Charge utile | Charge utile |
| Lanceur         | Masse  | Hauteur | Orbite basse | Orbite GTO   |
| --------------- | ------ | ------- | ------------ | ------------ |
| Falcon Heavy    | 1421 t | 70 m    | 63,8 t       | 26,7 t       |
| Delta IV Heavy  | 733 t  | 71 m    | 29 t         | 14,2 t       |
| Longue Marche 5 | 867 t  | 57 m    | 23 t         | 13 t         |
| Ariane 5 ECA    | 777 t  | 53 m    | 21 t         | 10,5 t       |
| Atlas V 551     | 587 t  | 62 m    | 18,5 t       | 8,7 t        |
| Falcon 9 B5     | 549 t  | 70 m    | 22,8 t       | 8,3 t        |
| Proton-M/Briz-M | 713 t  | 58,2 m  | 22 t         | 6 t          |
| H-IIB           | 531 t  | 56,6 m  | 19 t         | 8 t          |

### Delta IV Lite
Une version moins puissante dite « Lite », utilisant les étages supérieurs de la Delta II et permettant de placer 2,2 tonnes sur orbite de transfert géostationnaire, a été étudiée mais son développement a été abandonné.

## Installations de lancement
Le lanceur Delta IV pouvait être tiré depuis deux bases de lancement : Cape Canaveral sur la côte est des États-Unis et Vandenberg sur la côte ouest, :
- sur le site de Cape Canaveral, le lanceur utilisait le pas de tir 37B du complexe de lancement 37 édifié pour les lancements des fusées Saturn I et IB. Ce site est utilisé pour les lancements dont l'azimut est compris entre 42 et 110° (le plus souvent 95°)
- sur le site de Vandenberg, le lanceur utilisait le complexe de lancement 6 créé initialement pour les lancements militaires de la fusée Titan III puis pour des tirs de la navette spatiale américaine. Dans les deux cas, les installations furent édifiées mais ne furent jamais utilisées à la suite de l'abandon des missions prévues pour ce site. Cette base est utilisée pour les lancements dont l'azimut est compris entre 151 et 210° (orbite polaire).

Installations de lancement
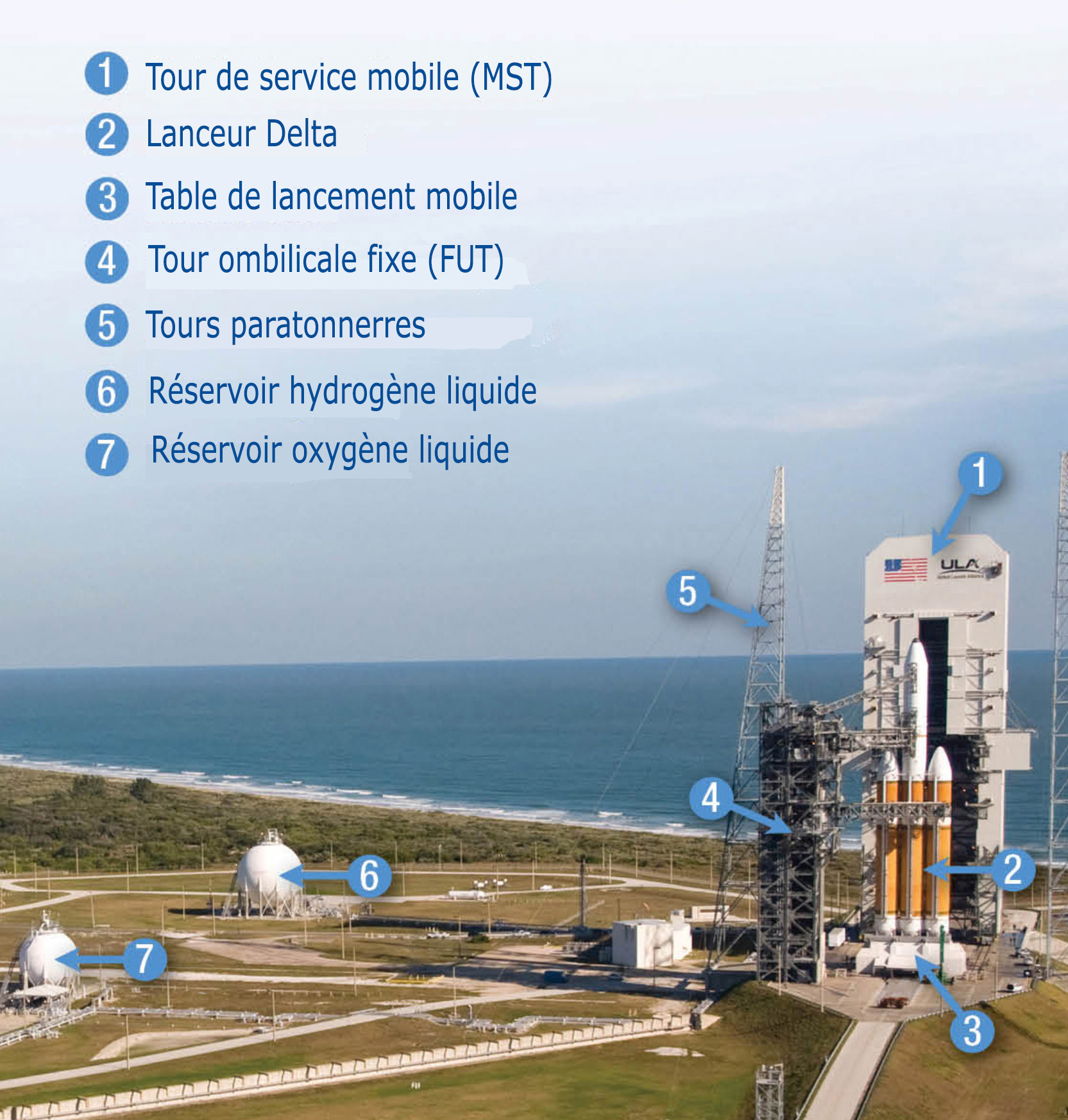
Installations de lancement des fusées Delta IV à Cape Canaveral.
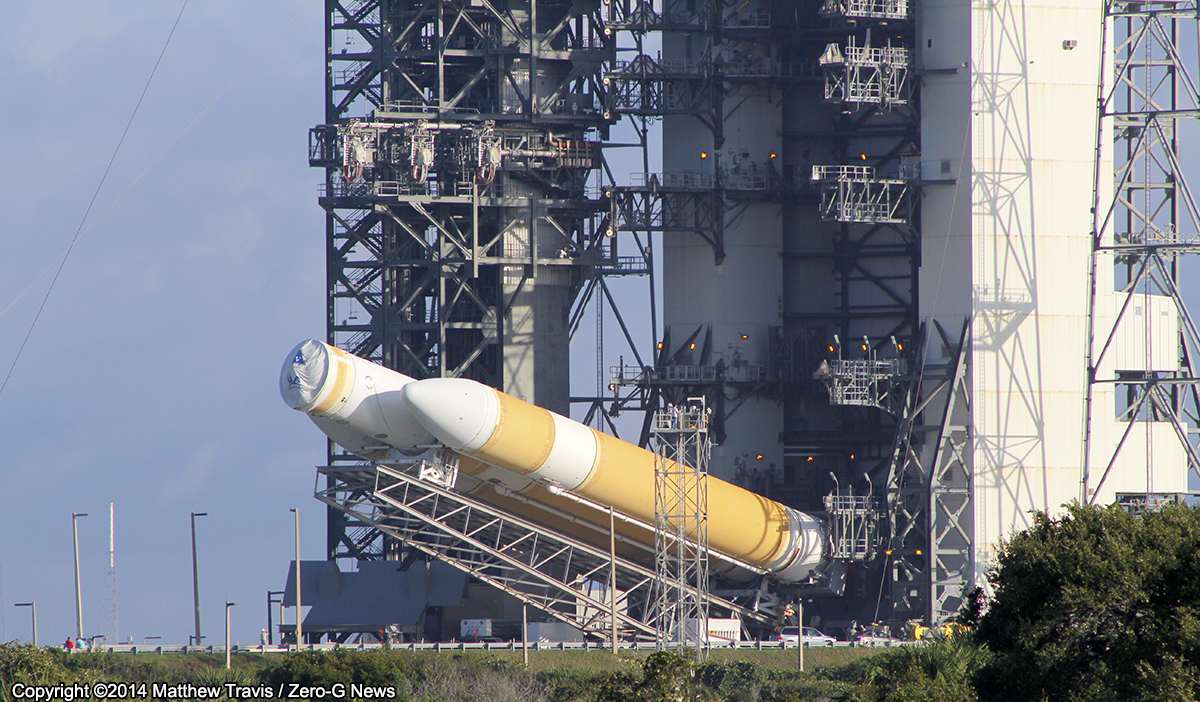
Érection du lanceur Delta Heavy pour le placer dans son bâtiment d'assemblage.

## Historique des lancements de Delta IV

### Nature des charges utiles et concurrence
Le lanceur Delta IV est absent du marché des lancements commerciaux. Toutes les charges utiles placées en orbite par les lanceurs Delta IV sont fournies par des institutionnels américains (satellites d'agences civiles comme la NASA ou satellites militaires) et relèvent donc d'un marché captif réservé aux lanceurs de ce pays. L'Atlas V, qui est le principal concurrent de la Delta IV sur ce segment de marché, domine largement la Delta IV,.
| | 2006 | 2007 | 2008 | 2009 | 2010 | 2011 | 2012 | 2013 | 2014 | 2015 | 2016 | 2017 | 2018 | 2019 | 2020 | 2021 | 2022 | 2023 |
| --- | ---- | ---- | ---- | ---- | ---- | ---- | ---- | ---- | ---- | ---- | ---- | ---- | ---- | ---- | ---- | ---- | ---- | ---- |
| Atlas V | 2    | 4    | 2    | 5    | 4    | 5    | 6    | 8    | 9    | 9    | 8    | 6    | 5    | 2    | 5    | 4    | 7    | 2    |
| dont commerciaux¹ | 1    | 1    | 1    | 1    | 0    | 0    | 0    | 0    | 1    | 0    | 2    | 0    | 0    | 0    | 0    | 0    | 1    | 1    |
| Delta IV | 3    | 1    | 0    | 3    | 3    | 3    | 4    | 3    | 4    | 2    | 4    | 1    | 2    | 3    | 1    | 1    | 1    | 1    |
| dont commerciaux¹ | 0    | 0    | 0    | 0    | 0    | 0    | 0    | 0    | 0    | 0    | 0    | 0    | 0    | 0    | 0    | 0    | 0    | 0    |
| Ariane 5 | 5    | 5    | 6    | 7    | 6    | 5    | 7    | 4    | 6    | 6    | 7    | 6    | 6    | 4    | 3    | 3    | 3    | 2    |
| dont commerciaux¹ | 4    | 5    | 5    | 5    | 6    | 4    | 6    | 2    | 5    | 6    | 6    | 5    | 4    | 4    | 3    | 1    | 3    | 0    |
| Falcon² |      |      |      |      | 2    | 0    | 2    | 3    | 6    | 7    | 9    | 18   | 21   | 13   | 26   | 31   | 61   | 96   |
| dont commerciaux¹ |      |      |      |      | 0    | 0    | 0    | 2    | 3    | 4    | 6    | 12   | 14   | 7    | 3    | 3    | 17   | 19   |
| dont Starlink³ |      |      |      |      | 0    | 0    | 0    | 0    | 0    | 0    | 0    | 0    | 0    | 2    | 14   | 19   | 34   | 63   |
| Proton | 6    | 7    | 10   | 10   | 12   | 9    | 11   | 10   | 8    | 8    | 3    | 4    | 2    | 5    | 1    | 2    | 1    | 2    |
| dont commerciaux¹ | 5    | 4    | 8    | 8    | 8    | 6    | 10   | 7    | 6    | 7    | 2    | 3    | 0    | 2    | 1    | 1    | 1    | 0    |
| Zenit | 5    | 2    | 6    | 4    | 0    | 5    | 3    | 2    | 1    | 1    | 0    | 1    | 0    | 0    | 0    | 0    | 0    | 0    |
| dont commerciaux¹ | 5    | 1    | 6    | 4    | 0    | 2    | 3    | 2    | 1    | 1    | 0    | 1    | 0    | 0    | 0    | 0    | 0    | 0    |
| H-II | 4    | 2    | 1    | 3    | 2    | 3    | 2    | 2    | 4    | 4    | 3    | 6    | 4    | 1    | 4    | 2    | 0    | 2    |
| dont commerciaux¹ | 0    | 0    | 0    | 0    | 0    | 0    | 0    | 0    | 0    | 1    | 0    | 0    | 0    | 1    | 1    | 0    | 0    | 0    |
| ¹Les satellites commerciaux par opposition aux satellites institutionnels (satellites militaires ou d'agences nationales comme la NASA) Remarque : Les satellites institutionnels placés en orbite par un lanceur non national sont décomptés comme des lancements commerciaux ²Falcon 9 et Falcon Heavy ³Compte tenu du nombre de lancement élevé et du fait que le constructeur du satellite est également celui du lanceur, les satellites Starlink sont décomptés séparément. |      |      |      |      |      |      |      |      |      |      |      |      |      |      |      |      |      |      |

### Nombre de lancements par configuration et année
| Nombre de lancements par année et version du lanceur                          |
| 1 2 3 4 5 2002 2006 2010 2014 2018 2022 2024 4M 4M+(4,2) 4M+(5,2) 4M+(5,4) 4H |

### Sources
- (en) Don Edberg et Willie Costa, Design of Rockets and Space Launch Vehicles (2ème édition), American Institute of Aeronautics & Astronautics, 2023, 1051 p. (ISBN 978-1624106415)Conception d'un lanceur spatial. Description des principaux lanceurs américains, déroulement du vol, installations de lancement.
- (en) United Launch Alliance, Delta IV Launch Services User's guide, United Launch Alliance, 2013, 293 p. (lire en ligne)  — Guide utilisateur  de la Delta IV  juin 2013